# Dasypus
A Dasypus az emlősök (Mammalia) osztályának a páncélos vendégízületesek (Cingulata) rendjébe, ezen belül az övesállatok (Dasypodidae) családjába tartozó nem.
Alcsaládjának az egyetlen neme.

## Rendszerezés
A nembe az alábbi 7 faj tartozik:
- rövidfarkú tatu (Dasypus hybridus)
- Kappler-tatu (Dasypus kappleri)
- kilencöves tatu (Dasypus novemcinctus) – típusfaj
- szőrös armadilló (Dasypus pilosus)
- északi hétöves tatu (Dasypus sabanicola)
- hétöves tatu (Dasypus septemcinctus)
- Dasypus yepesi

A 7 élő faj mellett, a nembe egy fosszilis faj is tartozik, amely a pliocén és pleisztocén korok idején élt.
- †Dasypus bellus